# Frances Glessner Lee
Frances Glessner Lee (25. března 1878 Chicago – 27. ledna 1962 Bethlehem) byla americká forenzní vědkyně. Měla vliv na rozvoj forenzní vědy ve Spojených státech. Vytvořila Studie nevysvětlených úmrtí v kostce, což je 20 dioramat skutečných kriminálních případů vytvořených do nejmenších detailů v měřítku 1:12, které se používaly pro školení vyšetřovatelů vražd. Osmnáct dioramat stále používá Marylandský úřad hlavního soudního lékaře pro výukové účely. Diorama jsou nyní považována za umělecké objekty. Frances Glessner Lee se také podílela na založení katedry soudního lékařství na Harvardu, kam věnovala i Magrathovu knihovnu soudního lékařství. Stala se první ženskou policejní kapitánkou ve Spojených státech a je známá jako „matka soudního lékařství”.

## Životopis
Narodila 25. března 1878 v Chicagu. Její otec John Jacob Glessner byl průmyslník, který zbohatl na firmě International Harvester. Spolu s bratrem byli vzděláváni doma. Bratr později studoval na Harvardu. Jako dítě Frances onemocněla angínou a matka ji vzala k lékaři. První lékař, ke kterému šli, jí předepsal nebezpečnou léčbu. Glessnerovi proto vyhledali posudek dalšího lékaře a Frances se podařilo úspěšně operovat, což bylo v době, kdy operace byla ještě riskantní. Díky této zkušenosti se Frances začala zajímat o medicínu. Když trávila léto v horách White Mountains, místní lékaři jí umožnili, aby se s nimi účastnila domácích návštěv, čímž se učila ošetřovatelským dovednostem. Později zdědila majetek společnosti Harvester a konečně získala dostatek prostředků, aby se mohla věnovat svému zájmu o forenzní vyšetřování. K tomu ji přivedl jeden ze spolužáků jejího bratra, George Burgess Magrath, s nímž se velmi přátelila. Studoval medicínu na Harvardské lékařské fakultě a zajímal se zejména o vyšetřování úmrtí. Magrath se na fakultě později stal profesorem patologie a hlavním soudním lékařem v Bostonu. Společně s Frances lobbovali za to, aby koronery nahradili vystudovaní lékaři.

### Studie nevysvětlených úmrtí v kostce
V roce 1945 Frances věnovala svá diorama Harvardu, aby je mohli používat na svých seminářích. Sama vedla sérii půlročních seminářů, na kterých 30–40 mužům prezentovala „Studie nevysvětlených úmrtí v kostce”– detailně zpracovaná dioramata skutečných míst kriminálních činů, vybavená funkčními dveřmi, okny a osvětlením. Všech 20 modelů bylo postaveno dle kompozic skutečných případů, vytvořených tak, aby testovaly schopnosti studentů sbírat všechny relevantní důkazy. Modely vyobrazují různé druhy úmrtí a jsou založeny na pitvách a místech činu, které Frances osobně navštívila. Při tvorbě modelů věnovala značné úsilí při tvorbě nejmenších detailů. Pokoje byly vybaveny funkčními pastičkami na myši, houpacími křesly, jídlem v kuchyni a spoustou dalších předmětů. Modely těl obětí přesně znázorňovaly posmrtnou bledost a difúzi plynů a tekutin jako na reálném místě činu. Náklady na vytvoření každého modelu byly okolo 3000–4500 dolarů.  Diváci měli 90 minut k prostudování scény. Osmnáct originálních dioram se stále užívá k výukovým účelům. Modely se nyní nacházejí v marylandském úřadu hlavního soudního lékaře, který je propojen s Harvardovou lékařskou fakultou.
Za svou práci byla Frances Glessner Lee 27. října 1943 jmenována čestnou kapitánkou státní policie státu New Hampshire. Stala se tak první ženou, která vstoupila do Mezinárodní asociace policejních náčelníků.

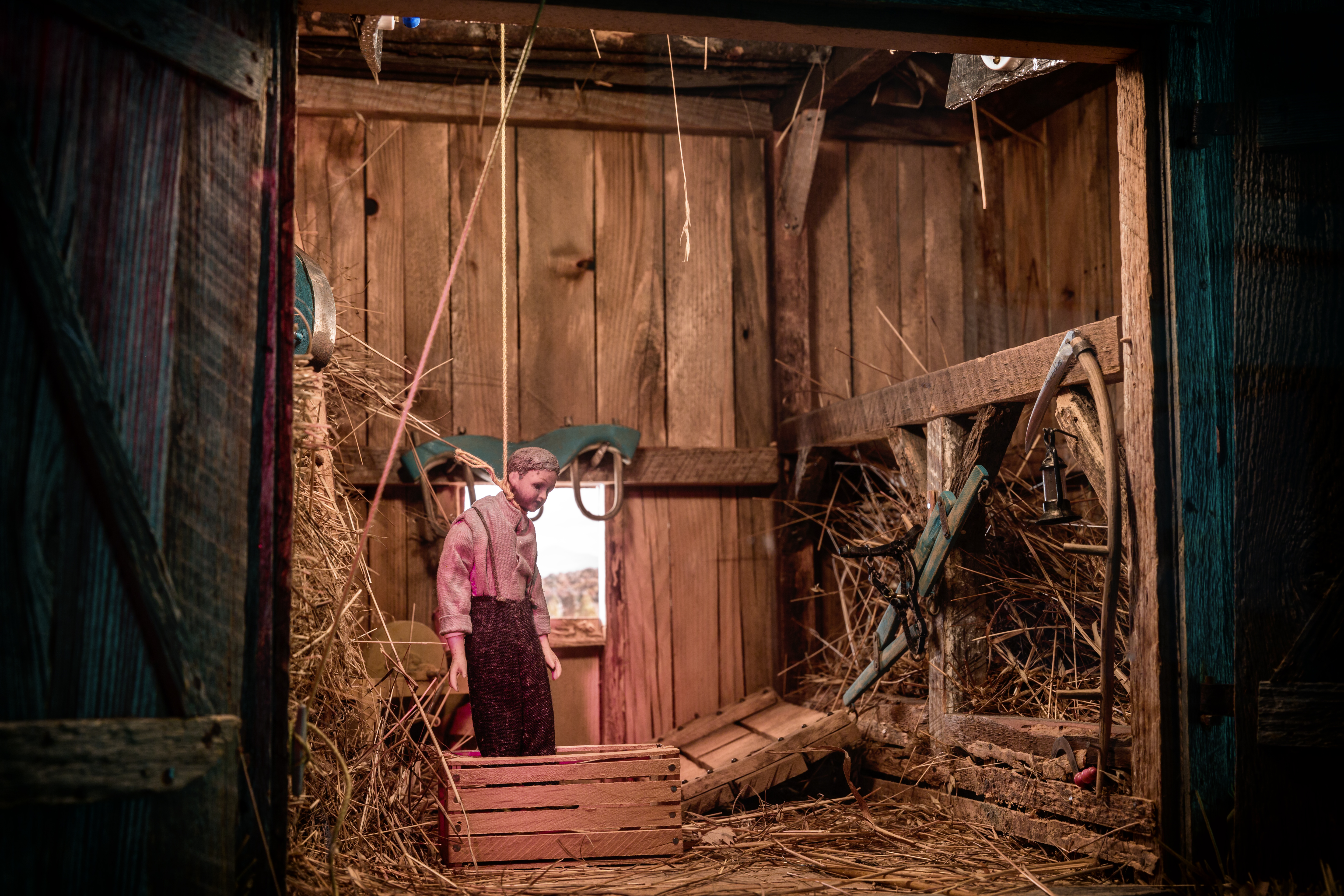
Studie nevysvětlitelných úmrtí v kostce, Stodola
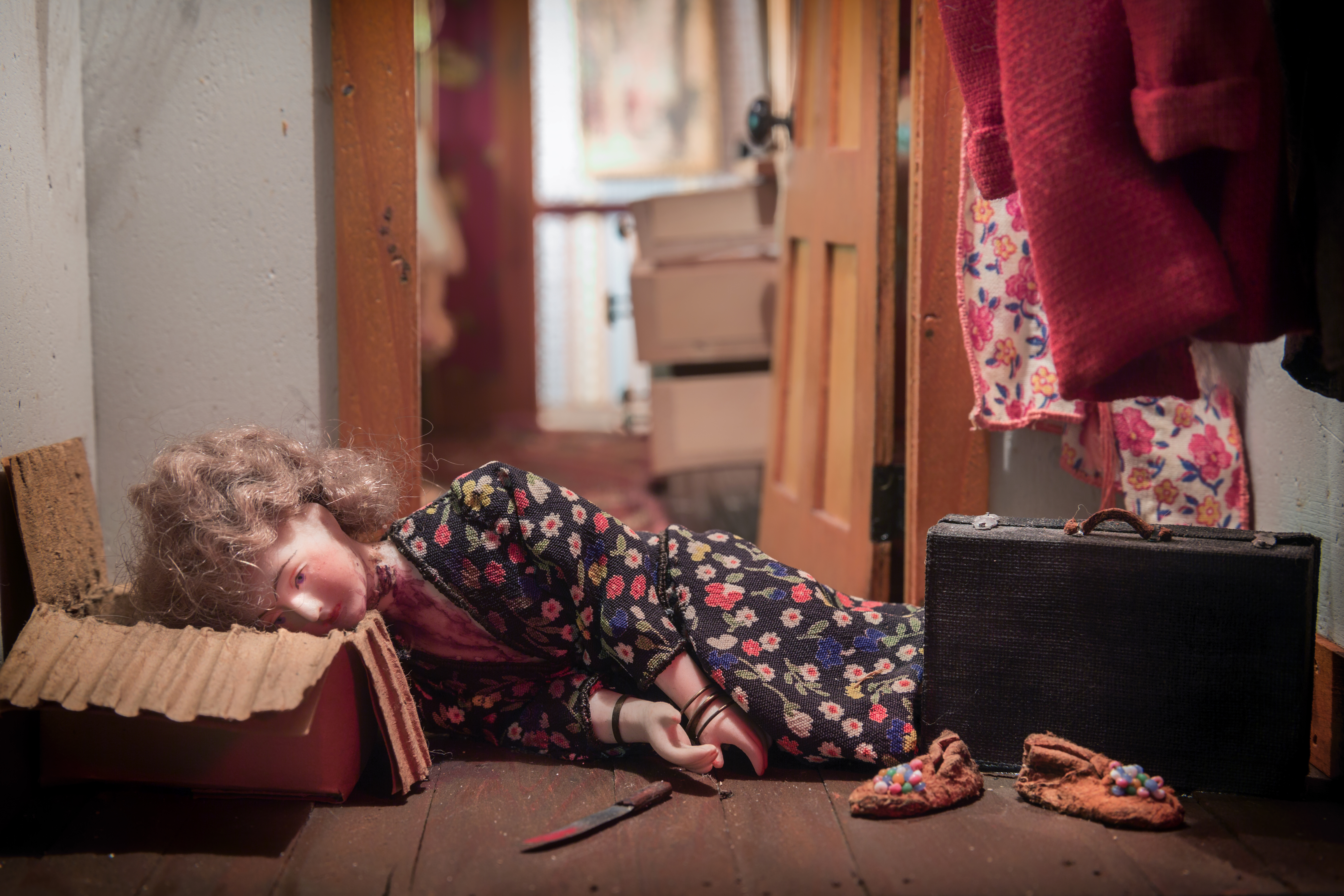
Studie nevysvětlitelných úmrtí v kostce, Červený pokoj (detail)
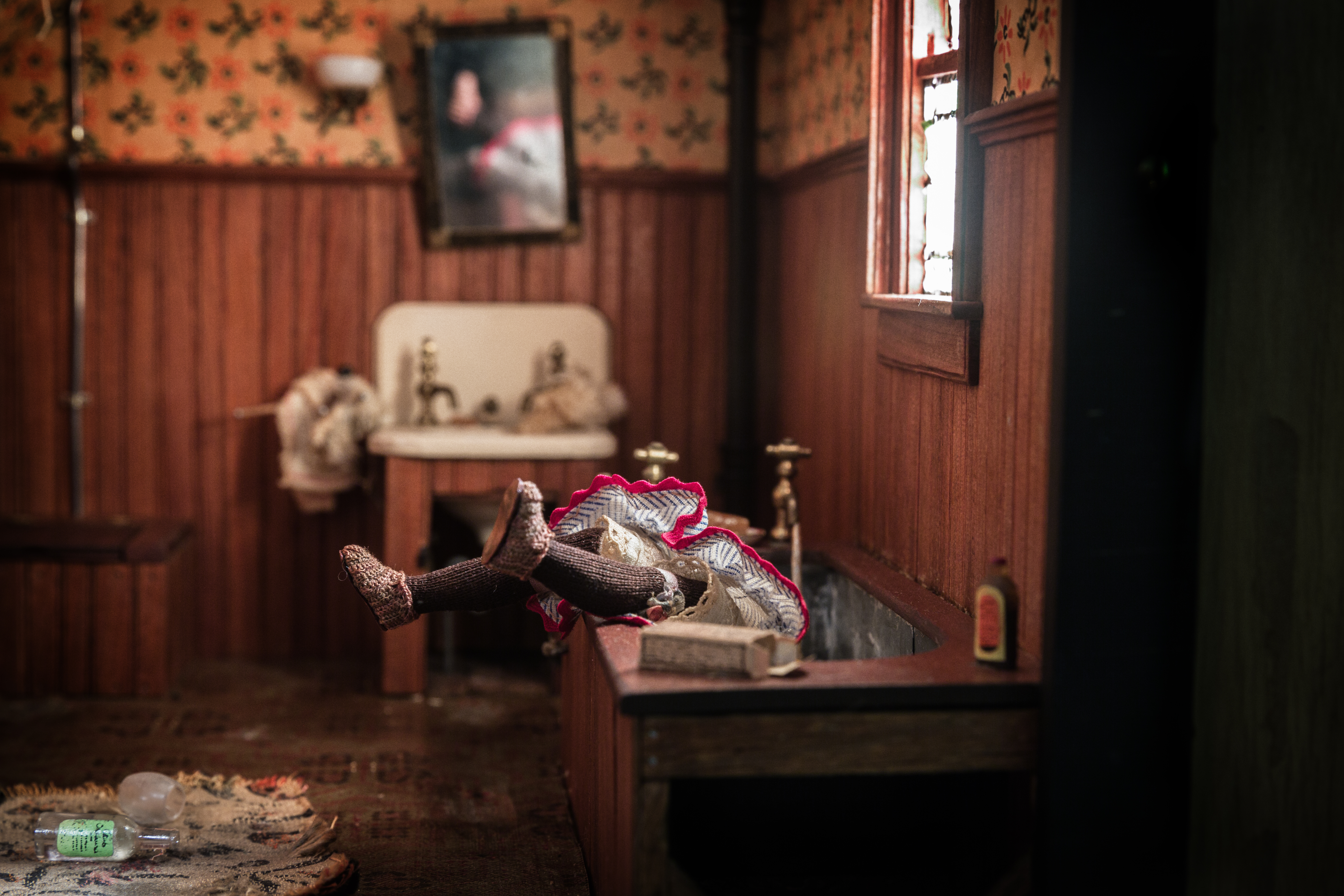
Studie nevysvětlitelných úmrtí v kostce, Tmavá koupelna (detail)
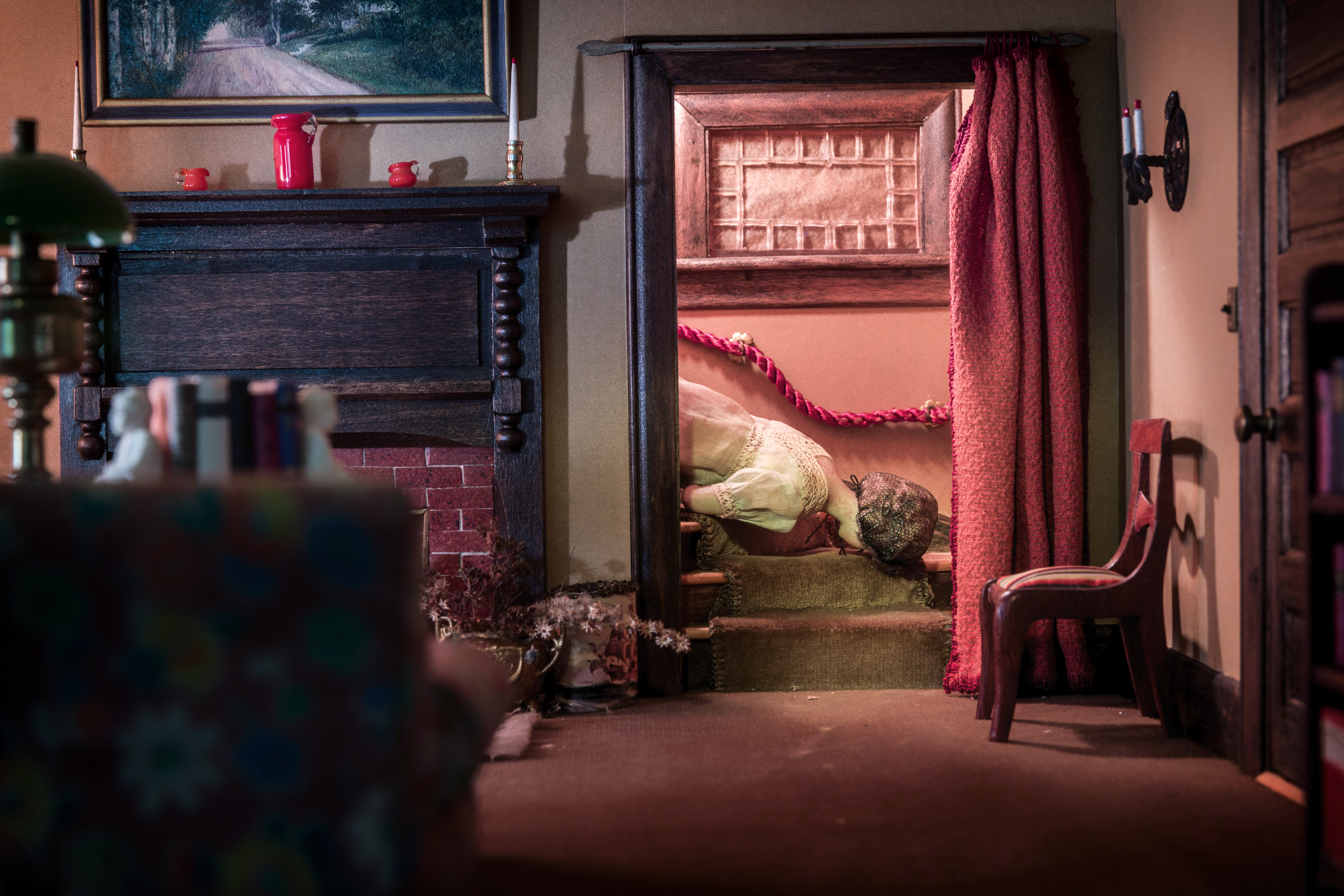
Studie nevysvětlitelných úmrtí v kostce, Obývací pokoj (detail)
Studie nevysvětlitelných úmrtí v kostce (detail)

## Soukromí
Frances se provdala za právníka Blewetta Harrisona Leea s nímž měla tři děti. Manželství skončilo rozvodem v roce 1914. Její perfekcionismus a tvorba dioramat vycházela z jejího rodinného zázemí. Její otec byl vášnivým sběratelem kvalitního nábytku, o čemž napsal i knihu. Nábytkem vybavoval rodinný dům, který navrhl architekt Henry Hobson Richardson, a který je nyní muzeem Johna J. Glessnera. První dioramata, která Frances postavila bylo diorama Chicagského symfonického orchestru. Vytvořila jej k příležitosti narozenin své matky a jednalo se o její největší projekt. Měla také ráda příběhy o Sherlocku Holmesovi, obsahující časté změny v ději a nálezy přehlédnutých detailů. Mnoho Francesiných dioram vyobrazovalo ženské oběti v domácím prostředí, ilustrujíce temnou stránku „ženských rolí, které si vyzkoušela v manželském životě”.

## V kultuře
- Bruce Goldfarb v roce 2020 vydal biografii Frances Glessner Lee s názvem 18 Tiny Deaths: The Untold Story of Frances Glessner Lee and the Invention of Modern Forensics.[1]
- Studie nevysvětlených úmrtí v kostce poskytly inspiraci pro fiktivní postavu vražedkyně známou jako Miniaturový vrah v televizním seriálu Kriminálka Las Vegas.[16]
- Poctu Frances Glessner Lee vyjádřil Joshua Gee v knize Encyclopedia Horrifica.[17]
- Frances se přátelila se spisovatelem detektivních románů Erlem Stanleym Gardnerem, který jí věnoval několik svých detektivních novel.[18]
- Postava Agnes Lesser v televizním seriálu Otec Brown byla napsána podle Frances Glessner Lee.[19]
- V galerii Renwick Gallery Smitsoniánského americké uměleckého muzea bylo vystaveno 18 Studií nevysvětlitelnýchúmrtí v kostce od 20. října 2017 do 28. ledna 2018.[4]
- Film Murder in a Nutshell: The Frances Glessner Lee Story režisérky Susan Marks měl premiéru 18. listopadu 2017 v Renwick Gallery.[20]
- Práce Frances Glessner Lee a její průkopnictví v oboru forenzních věd je zmiňováno a hraje klíčovou roli v 17. epizodě v 17. sezóně televizního seriálu Námořní vyšetřovací služba.[21]